# 金澤真樹
金澤 真樹（かなざわ まさき、1981年 - ）は、スイス在住の日本の時計修復師。

## 来歴
栃木県出身。高校時代、時計修復に関するスイスのドキュメンタリーを見て時計修復士を目指す。 1999年に高校を卒業した後、フランスでフランス語を勉強し、スイスの時計学校で勉強した。2004年に時計修理士（CFC Horloger rhabilleur）の資格を取得した。
2006年に貴重なアンティーク時計に特化した「テクニシャン時計修理師」（Technicien ES en restauration et complications horlogères）の資格を取得した。2006年に時計学校を卒業し、独立時計師ヴィンセント・ベラール（Vincent Bérard）のアトリエに入る。2010年にスイス「ジュリアス・ベア賞」（有望な時計師に対する奨学金制度）を受賞した。
2013年1月からラ・ショー・ド・フォン国際時計博物館の時計修復師を務めている。